# أدب مثلي
الأدب المثلي هو مصطلح شامل للأدب المُنتج من قبل أو لأجل مجتمع المثليين أو الذي يشتمل على شخصيات وحبكة أو موضوعات تصوّر سلوك مثلي. يُستخدم المصطلح الآن وبشكل أكثر شيوعاً لتغطية الأدب المثلي الذكري، مع نوع منفصل للأدب المثلي للإناث موجود للنساء، على الرغم من أن مصطلح «أدب مثلي» كان أحياناً يستعمل تاريخياً لتغطية كل من الأدب المثلي الذكري والأدب المثلي الأنثوي.

## نظرة عامة وتاريخ
بسبب الاضطهاد المتكرر أو معارضة المثلية في العديد من ثقافات العالم عبر التاريخ. غالباً ما لجأ الأشخاص المثليين إلى الأدب بوصفه مصدر للتصديق والتفاهم وتجميل الانجذاب من نفس الجنس. قد يوثق الأدب المثلي أيضاً الضغوط النفسية والاغتراب الذي يعاني منه مجتمع مثليي الجنس كأفراد مثليين يواجهون تحديات مثل التحامل والإيدز وكراهية الذات والتنمر والعنف والإدانة الدينية والحرمان والانتحار والاضطهاد وغير ذلك من عقبات.
يمكن العثور على مواضيع الحب بين أفراد من نفس الجنس في مجموعة متنوعة من النصوص القديمة في جميع أنحاء العالم. قام اليونانيين القدماء، على وجه الخصوص، باستكشاف الموضوع على مجموعة متنوعة من مستويات مختلفة في أعمال مثل الندوة لأفلاطون.

### الأساطير القديمة

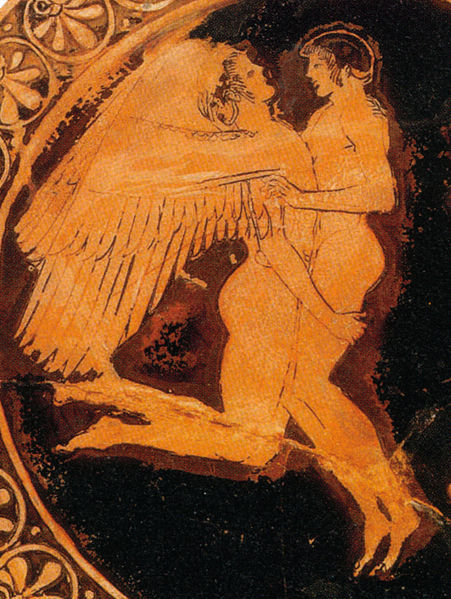
زفير وهياكينث: شخصيتان من الأساطير اليونانية واللتان تتميزان بمثليتهما الجنسية

تتضمن العديد من الأساطير والسرود الدينية القديمة قصص لعاطفة رومانسية أو جنسانية بين رجال، أو تتميز بوجود أفعال صادرة عن الآلهة مؤدية لتغييرات في الجنس. وقد تم تفسير هذه الأساطير على أنها شكل من أشكال تعبير المثليين، وقد تم تطبيق المفاهيم الحديثة للجنسانية والنوع الاجتماعي عليهم. وقد تم استخدام هذه الأساطير من قبل ثقافات فردية، في جزء منها، للشرح والتحقق من صحة مؤسساساتهم الاجتماعية، أو لشرح سبب التحول الجنسي أو المثلية الجنسية.
في الأساطير اليونانية الرومانية كان يتم نسب علاقات عشق مثلية بين ذكور من الآلهة الإغريقية وأبطال مثل هرقل الذي وقع في حب هيلاس، وزيوس والذي كان في الحب مع غانيمادس، وأبولو والذي كان في الحب مع هياكينث، وبوسيدون مع نيريتيس.

### الأعمال الأولى
على الرغم من أن هوميروس لم يُظهر أو يصوّر البطلان آخيل وفطرقل كعاشاقان مثليان صراحةً في ملحمته الشعرية الإلياذة عن حرب طروادة والتي تعود للقرن الثامن ميلادي، إلا أن المؤلفين القدماء قدموا فيما بعد العلاقة بينهما على أنها ذات طبيعية مثلية. في نص «الندوة» لأفلاطون يستشهد فيدروس من إسخيلوس ويعطي آخيل كمثالاً حول كيف أن الأشخاص سيكونون أكثر شجاعة وتضحية بأنفسهم من أجل عشاقهم الذكور. يجادل إيسخينيس في خطبته «ضد تيمارخوس» على أن هوميروس قام «بإخفاء حبهما وتجنب أن يُعطي اسماً لصداقتهما»، افترض هوميروس أن القراء المثقفين سيفهموا «العظمة الفائقة لعواطفهما».

### القرن الثامن عشر والتاسع عشر
ساهمت الحقبة المعروفة بعصر التنوير والممتدة من خمسينات القرن السابع عشر حتى ثمانينات القرن الثامن عشر بتشكيل تحدي عام للعقائد التقليدية للمجتمع في أوروبا الغربية. وأدى الاهتمام بالحقبة الكلاسيكية لكل من اليونان وروما والنظر إليها «كنموذج للحياة المعاصرة» بتقدير التعري وشكل الذكر والصداقة الذكورية ما جعل المدلولات الاشتهائية من نفس الجنس حتمية في الفن والأدب. وكان من الشائع آنذاك قيام الكُتاب المثليين بوضع إشارات للشخصيات الإغريقية الأسطورية كرمز يتعرف عليه القراء المثليين. «كان الفهم الشائع بين الرجال المثليين في تللك الفترة حول اليونان القديمة وروما بأن مجتمعاتها كانت متسامحة تجاه العلاقات المثلية الجنسية وحتى أنها شجعت عليها»، وكانت إشارة الكاتب إلى تلك الثقافات قد تدلل على تعاطفه مع القراء المثليين والمواضيع المثلية ومن المحتمل أن تم تجاهل هذه الإشارات من قبل القراء المغايريين. على الرغم من «ازدياد وضوح السلوك المتحرر جنسياً» وازدهار شبكات دعارة الذكور في مدن مثل باريس ولندن، إلا أن النشاط الجنسي من نفس الجنس ظل محظوراً في إنجلترا (وبالتالي في الولايات المتحدة) منذ قانون اللواط 1533. كانت العقوبة القانونية للواط في معظم أنحاء أوروبا خلال القرنين الثامن والتاسع عشر هي الموت ما يجعل من الخطورة بمكان نشر أو توزيع أي شيء ذو طابع مثلي صريح.
لاحظ جيمس جينكنز من كتب فالانكورت للنشر:
العديد من أوائل كُتاب الخيال القوطي من أمثال ماثيو لويس ووليام توماس بيكفورد وفرانسيس لاثوم كانوا مثليين جنسياً وقد قاموا بتهذيب هذه الموضوعات ليعبروا عنها بأشكال أكثر قبولاً، وذلك عبر استخدام أنواع أدبية كانت تعتبر بالآثمة مثل الخيال القوطي وخيال الرعب.